# Ricky Bruch
Björn Rickard Bruch, detto Ricky (Örgryte, 2 luglio 1946 – Ystad, 20 maggio 2011), è stato un discobolo, pesista e attore svedese.
In carriera ha vinto un bronzo alle Olimpiadi di Monaco di Baviera 1972 nel lancio del disco ed ha detenuto il record mondiale della specialità, insieme allo statunitense Jay Silvester, dal 5 luglio 1972 al 14 marzo 1975.

## Biografia

### I primi successi nell'atletica leggera (1967-1968)
Bruch ha vinto il suo primo campionato nazionale nel lancio del disco nel 1967, con il risultato di 56,66 metri.
Il 30 marzo del 1968, stabilì il nuovo record svedese con la misura di 60,58, andando a superare il vecchio primato di Lars Haglund.
Durante il resto della stagione 1968 riuscì a migliorare per ben 3 volte il suo primato personale: 61,76 il 15 aprile, 61,88 il 28 settembre e 61,98 il 3 ottobre.
Sempre lo stesso anno, il 3 maggio, riuscì a siglare anche il record nazionale svedese nel getto del peso, lanciando a 19,01 m, divenendo il primo atleta svedese a superare la quota di 19 metri.
Il 31 maggio, si migliorò ulteriormente fino a 19,30 metri.

### L'affermazione internazionale (1969-1970)
Nel 1969, riuscì a conquistare il titolo nazionale nel getto del peso, migliorando il primato nazionale nella specialità di altri 10 centimetri e portandolo a 19,40 metri.
Il suo record durò soltanto un mese: il connazionale Bengt Bendéus, nel luglio dello stesso anno si migliorò fino alla quota di 19,87 metri.
Durante la stagione Bruch riuscì a migliorare le proprie prestazioni anche nel lancio del disco.
Il 15 maggio, riuscì a lanciare fino a 62,38 m, l'8 agosto si migliorò ulteriormente fino a 63,32 m ed infine 6 giorni dopo, 14 agosto, scagliò il disco fino a 64,68 metri.
Sarà però il 21 settembre che riuscì a superarsi lanciando addirittura a 68,06 m, il nuovo record europeo.
Sul piano internazionale riuscì a conquistare la medaglia d'argento ai campionati europei di Praga con la misura di 61,08, battuto dal tedesco orientale Hartmut Losch.
L'anno successivo conquistò i titoli nazionali sia nel peso che nel disco.

### Il record negato (1971)
Nel 1971, dopo il bronzo ai campionati europei indoor di Sofia, durante la stagione all'aperto riconquistò il record nazionale del getto del peso con 19,93 metri, misura migliorata ulteriormente il 4 settembre con 20,04 m.
Sempre lo stesso anno, il 15 maggio, stabilì anche il nuovo record svedese nel lancio del disco portandolo a 68,32 metri.
In quel periodo si instaurò una forte rivalità fra Ricky Bruch e lo statunitense Jay Silvester.
L'obiettivo di entrambi era quello di diventare il primo uomo nella storia a superare la quota dei 70 metri.
Fra il '70 ed il '71 i due si incontrarono sul campo di gara per ben 15 volte, con 9 vittorie di Silvester contro le 6 di Bruch.
L'atleta statunitense riuscì a superare per ben tre volte i 70 metri ma i risultati non vennero omologati.
Ma a Bruch non andò meglio: il 17 aprile a Malmö riuscì a lanciare fino a 70,12 m, record però annullato a causa del disco 7,5 grammi più leggero.
Per riscattarsi da questa delusione, decise di partecipare a ben 22 eventi in pochissimi giorni nell'intenzione di superare di nuovo i 70 metri.
Lo sforzo che dovette sopportare lo portò ad avere un collasso circolatorio ed un esaurimento nervoso con il solo effetto di dover interrompere l'attività agonistica per settimane.
Tornato alle gare, ai campionati europei di Helsinki concluse in nona posizione con una misura sotto ai 60 metri.

### La medaglia olimpica (1972)

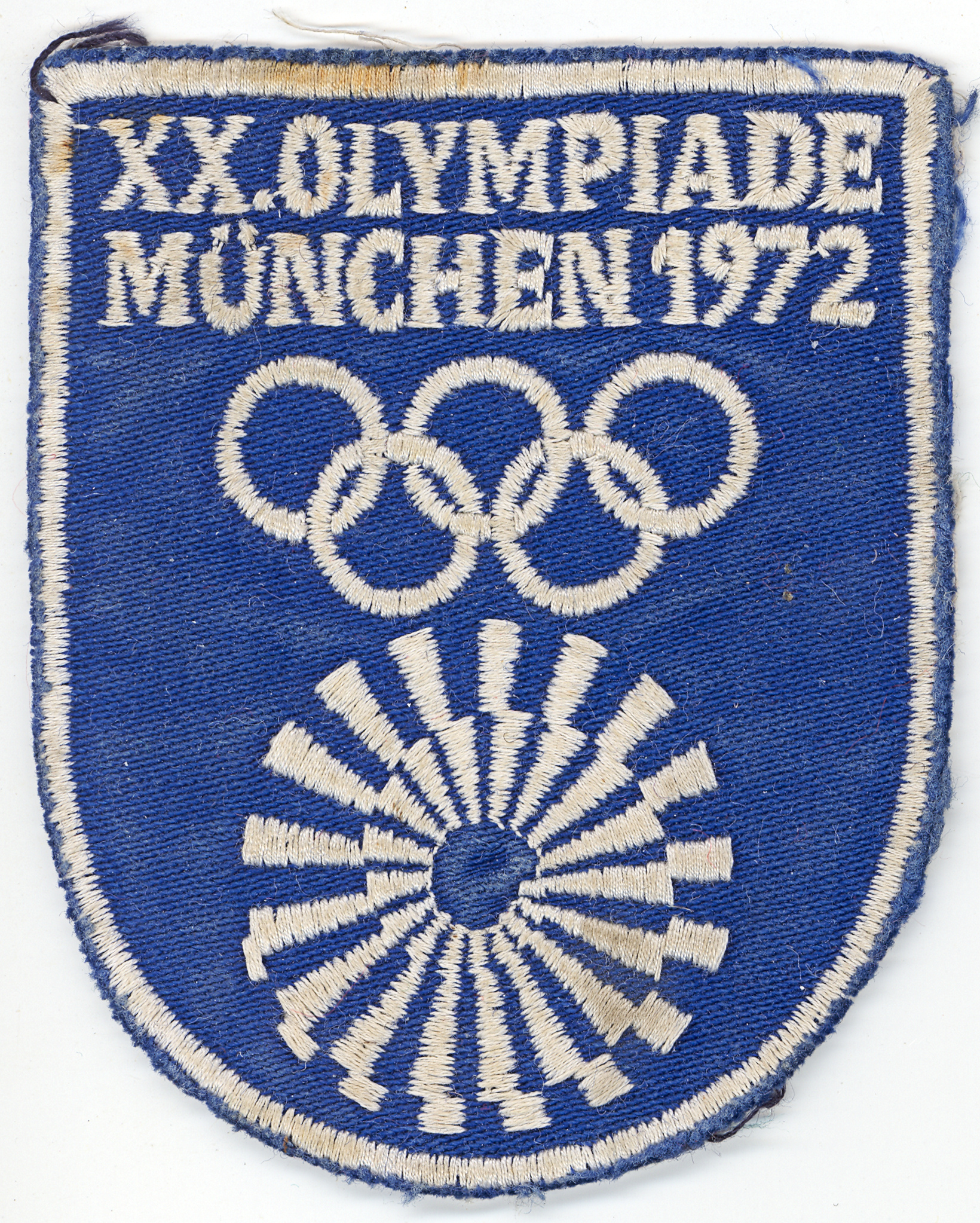

Il 5 luglio 1972, al DN Galan di Stoccolma, riuscì a pareggiare il record del mondo dello statunitense Jay Silvester con un lancio a 68,40 metri, primato che rimase imbattuto per quasi 3 anni, fino al 14 marzo 1975.
Sarà proprio nel 1972 che Bruch riuscì ad ottenere il più grande successo della sua carriera.
Giunto nella finale delle Olimpiadi di Monaco di Baviera 1972, riuscì a classificarsi terzo con la misura di 63,30 metri.
Da quell'anno fino al 1978 riuscì a conquistare ininterrottamente tutti i titoli nazionali svedesi nel lancio del disco.

### Tra la TV e il campo di gara (1973-1978)

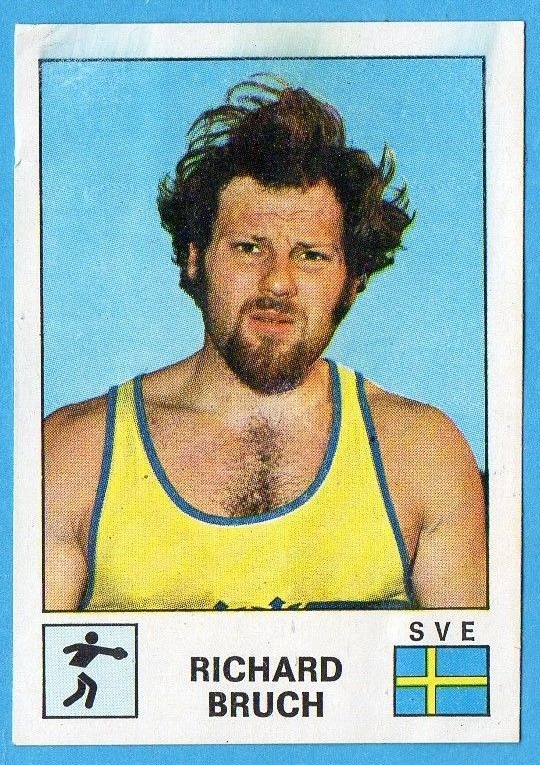
Ricky Bruch ritratto in una figurina delle Olimpiadi di Monaco 1972

Nel 1973, raggiunse la quinta posizione ai campionati europei indoor di Rotterdam.
Durante la stagione all'aperto, dopo essere riuscito a riconquistare il record nazionale da poco perso, con la misura di 20,08, il 19 giugno il connazionale Hoglund superò nettamente il suo primato gettando il suo peso fino alla misura di 20,60 metri.
Ai campionati europei del 1974 riuscì a conquistare la medaglia di bronzo nel lancio del disco con 62,00 metri.
Sarà in questi anni che inizierà a lavorare anche in televisione intraprendendo la carriera di attore.
Nel 1974 prenderà parte al film italiano Anche gli angeli tirano di destro, in coppia con Giuliano Gemma.
Nell'occasione Bruch venne preferito a Bud Spencer, già attore del precedente Anche gli angeli mangiano fagioli.
Alle Olimpiadi di Montréal 1976, non riuscì a classificarsi per la finale.

### Lo stop ed il ritorno (1979-1983)
Nel 1979 decise di accantonare l'atletica leggera per concentrarsi meglio in altre attività come il sollevamento pesi, il powerlifting e il bodybuilding.
Dopo 4 anni, nel 1983, tornò alle gare vincendo il suo ultimo titolo nazionale nel disco con 62,28 metri. 
Durante la stagione prese parte anche alla prima edizione dei campionati mondiali di atletica leggera, quell'anno ad Helsinki.
Sceso in pedana venne eliminato nel turno di qualificazioni con la quattordicesima misura.

### Gli ultimi record ed il ritiro (1984)
Ormai raggiunta l'età di 38 anni decise di prepararsi per le Olimpiadi di Los Angeles 1984.
Non venne però inserito nella squadra svedese per i Giochi olimpici anche se riuscì a superare il limite di qualificazione.
In autunno riuscì a lanciare più volte oltre i 70 metri.
Dopo il 69,10 ottenuto il 12 luglio, il 12 settembre si migliorò fino a 70,42 metri.
Nei due mesi successivi si migliorò ulteriormente lanciando prima sulla fettuccia dei 71 metri il 15 ottobre, e poi raggiungendo i 71,26 metri il 15 novembre in una gara a Malmö.
Conclusa la stagione decise di ritirarsi dall'attività agonistica.
L'anno successivo, in relazione alle gare di Malmö della stagione precedente, nacque un forte litigio con l'allenatore Anders Borgström.
La vicenda si concluse con Bruch che colpì l'allenatore con un forte schiaffo sul viso.

## Attività extrasportive e vita privata
Nel 1990, la casa editrice RB Promotion, pubblicò la sua autobiografia; La lotta del gladiatore.
Pubblicò anche una raccolta di poesie intitolata Anima e corpo: poesie.
Il 20 maggio 2011 è deceduto a causa di un cancro al pancreas.
È sepolto nel cimitero di Limhamn.

### Apparizioni televisive e cinema
Dopo l'iniziale Anche gli angeli tirano di destro, nel 1978 prese parte ad altri due film: Squadra supersexy sotto il segno del sagittario e Dante - akta're för Hajen!, riscuotendo però poco successo.
Anche conclusa la carriera sportiva continuò quella di attore, nel 1984 prese parte al film Ronja Rövardotter.
Nel 1985 venne pubblicato il documentario Själen är större än världen che andava a raccontare la sua storia e la sua preparazione per le Olimpiadi di Los Angeles 1984.
Nel 1993 recitò in Drömkåken, una commedia svedese.
Nel 2005 è stato trasmesso un documentario sulla sua vita dalla televisione svedese TV4.

## Wolfgang Schmidt
Negli anni Bruch strinse un legame di forte amicizia con il tedesco orientale Wolfgang Schmidt.
Nella primavera del 1981 Schmidt, ormai deciso a fuggire dalla Germania Est, escogitò un piano di fuga con Bruch.
Il progetto prevedeva la fuga durante la Coppa del mondo che quell'anno si sarebbe tenuta a Roma nel mese di settembre.
La Stasi, venuta a conoscenza del piano attraverso Ludwig Shura, non convocò Schmidt in Coppa del mondo.
In seguito a tutto questo il 2 luglio 1982, Schmidt venne bloccato e arrestato mentre si recava al campo di allenamento.
In seguito alla notizia dell'incarcerazione dell'amico, Bruch provò in tutti i modi di liberarlo rivolgendosi anche ad Amnesty International.

## Doping
Al termine della sua lunghissima carriera pur non essendo mai trovato positivo ad un test antidoping, confessò di aver fatto largo uso degli steroidi anabolizzanti.
In seguito a questa confessione, il 7 maggio del 2006, dopo essersi recato ai media, decise di bruciare tutti i premi sportivi vinti durante la sua attività.

## Progressione

### Lancio del disco outdoor
| Stagione | Risultato | Luogo             | Data       | Rank. Mond. |
| -------- | --------- | ----------------- | ---------- | ----------- |
| 1984     | 71,26 m   | Malmö             | 15-11-1984 | 2º          |
| 1983     | 67,08 m   | Malmö             | 28-9-1983  | 13º         |
| 1978     | 58,52 m   | Svezia (bandiera) | -          | -           |
| 1977     | 61,74 m   | Göteborg          | -          | 17º         |
| 1976     | 58,98 m   | Svezia (bandiera) | -          | -           |
| 1975     | 61,94 m   | Svezia (bandiera) | -          | -           |
| 1974     | 68,16 m   | Helsingborg       | 15-6-1974  | 1º          |
| 1973     | 67,58 m   | Skellefteå        | 30-6-1973  | 2º          |
| 1972     | 68,40 m   | Stoccolma         | 5-7-1972   | 1º          |
| 1971     | 68,32 m   | Malmö             | 15-5-1971  | 2º          |
| 1970     | 67,14 m   | Malmö             | 12-7-1970  | 1º          |
| 1969     | 68,06 m   | Malmö             | 21-9-1969  | 1º          |
| 1968     | 61,98 m   | Malmö             | 3-10-1968  | -           |
| 1967     | 56,66 m   | Svezia (bandiera) | -          | -           |
| 1964     | 49,39 m   | Varsavia          | 20-9-1964  | -           |

### Getto del peso outdoor
| Stagione | Risultato | Luogo             | Data      | Rank. Mond. |
| -------- | --------- | ----------------- | --------- | ----------- |
| 1973     | 20,28 m   | Oslo              | 19-6-1973 | 5º          |
| 1972     | 19,35 m   | Svezia (bandiera) | -         | -           |
| 1971     | 20,04 m   | Svezia (bandiera) | 21-9-1971 | -           |
| 1970     | 18,68 m   | Svezia (bandiera) | -         | -           |
| 1969     | 19,40 m   | Svezia (bandiera) | 15-5-1969 | -           |
| 1968     | 19,30 m   | Svezia (bandiera) | 31-5-1968 | -           |

### Getto del peso indoor
| Stagione | Risultato | Luogo             | Data      | Rank. Mond. |
| -------- | --------- | ----------------- | --------- | ----------- |
| 1973     | 19,29 m   | Rotterdam         | 11-3-1973 | -           |
| 1971     | 19,50 m   | Sofia             | 13-3-1973 | -           |
| 1969     | 18,66 m   | Svezia (bandiera) | -         | -           |

## Palmarès
| Anno | Manifestazione   | Sede              | Evento           | Risultato | Misura  | Note                          |
| ---- | ---------------- | ----------------- | ---------------- | --------- | ------- | ----------------------------- |
| 1964 | Europei juniores | Varsavia          | Lancio del disco | 4º        | 49,39 m |                               |
| 1968 | Olimpiadi        | Città del Messico | Lancio del disco | 8º        | 59,28 m |                               |
| 1969 | Europei          | Praga             | Lancio del disco | Argento   | 61,08 m |                               |
| 1971 | Europei indoor   | Sofia             | Getto del peso   | Bronzo    | 19,50 m | Miglior prestazione personale |
| 1971 | Europei          | Helsinki          | Lancio del disco | 9º        | 59,08 m |                               |
| 1972 | Olimpiadi        | Monaco di Baviera | Lancio del disco | Bronzo    | 63,40 m |                               |
| 1973 | Europei indoor   | Rotterdam         | Getto del peso   | 5º        | 19,29 m |                               |
| 1974 | Europei          | Roma              | Lancio del disco | Bronzo    | 62,00 m |                               |
| 1976 | Olimpiadi        | Montréal          | Lancio del disco | 20º       | 58,06 m |                               |
| 1983 | Mondiali         | Helsinki          | Lancio del disco | 14º       | 59,28 m |                               |

## Campionati nazionali
- 11 volte campione nazionale nel lancio del disco (1967, 1969/1970, 1972/1978, 1983)
- 2 volte nel getto del peso (1970, 1972)
- 1 volta nel getto del peso indoor (1969)

1967
- Oro ai campionati nazionali svedesi, lancio del disco - 56,66 m

1969
- Oro ai campionati nazionali svedesi indoor, getto del peso - 18,66 m
- Oro ai campionati nazionali svedesi, lancio del disco - 61,44 m

1970
- Oro ai campionati nazionali svedesi, getto del peso - 18,68 m
- Oro ai campionati nazionali svedesi, lancio del disco - 58,68 m

1972
- Oro ai campionati nazionali svedesi, getto del peso - 19,35 m
- Oro ai campionati nazionali svedesi, lancio del disco - 64,40 m

1973
- Oro ai campionati nazionali svedesi, lancio del disco - 62,28 m

1974
- Oro ai campionati nazionali svedesi, lancio del disco - 63,84 m

1975
- Oro ai campionati nazionali svedesi, lancio del disco - 61,94 m

1976
- Oro ai campionati nazionali svedesi, lancio del disco - 58,98 m

1977
- Oro ai campionati nazionali svedesi, lancio del disco - 59,26 m

1978
- Oro ai campionati nazionali svedesi, lancio del disco - 58,52 m

1983
- Oro ai campionati nazionali svedesi, lancio del disco - 62,18 m

## Altre competizioni internazionali
1969
- Oro in DN Galan ( Stoccolma), getto del peso - 18,38 m

1970
- Oro in Coppa Europa ( Stoccolma), lancio del disco - 64,86 m

1972
- Oro in DN Galan ( Stoccolma), lancio del disco - 68,40 m

1973
- Bronzo in DN Galan ( Stoccolma), getto del peso - 19,95 m
- Oro in DN Galan ( Stoccolma), lancio del disco - 64,90 m

1974
- Oro in DN Galan ( Stoccolma), lancio del disco - 66,56 m

1975
- Bronzo in DN Galan ( Stoccolma), lancio del disco - 61,92 m

1977
- Oro in Coppa Europa (Serie B) ( Göteborg), lancio del disco - 61,74 m
- Bronzo in DN Galan ( Stoccolma), lancio del disco - 61,54 m

## Filmografia
- Anche gli angeli tirano di destro, regia di E.B. Clucher (1974)
- Squadra supersexy sotto il segno del sagittario (Agent 69 Jensen i Skorpionens tegn), regia di Werner Hedmann (1978)
- Dante - akta're för Hajen!, regia di Gunnar Höglund (1978)
- Ronja Rövardotter, regia di Tage Danielsson (1984)
- Själen är större än världen - Documentario (1985)
- Drömkåken, regia di Peter Dalle (1993)

## Riconoscimenti
- Nel 1970 è stato premiato con il premio Skåning Net.